# Отон (Долна Лотарингия)
Вижте пояснителната страница за други личности с името Отон.
Ото (Otto; * 975; † 7 юни 1005/1006) от династията Каролинги, е херцог на Долна Лотарингия от 991 г. до смъртта си.

## Биография
Ото е най-големият син на херцог Карл и Аделхайд. Внук е на Луи IV (крал на Западнофранкско кралство) и Герберга Саксонска.
Ото се присъединава към своя втори братовчед, император Ото III, когото придружава през 1002 г. в неговия поход в Италия и донася същата година неговия труп в Аахен.
Ото умира без да има деца и Херцогство Долна Лотарингия е дадено от крал Хайнрих II на Готфрид от Вердюн, който става херцог с името Готфрид II.